# Teofil, Mitropolit al Ungrovlahiei
Teofil I a fost unul din mitropoliții Ungrovlahiei, care a fost în funcție între anii 1636 și 1648.
A fost precedat de Grigore I și urmat de Ștefan I (care urma să slujească pentru prima oară).